# Ponte de Alcântara
A Ponte Romana de Alcántara, em Alcántara (Cáceres), na Espanha, é uma ponte construída a mando do Imperador Trajano, executada pelo arquiteto Caio Julio Lacer. Sustenta-se sobre 6 arcos, tendo 194 m de comprimento, 61 m de altura e 8 m de largura. Fica sobre o rio Tejo. Foi construída cerca do ano 106.

## Construção
Consta de 6 arcos assimétricos, que assentam sobre cinco pilares com alturas distintas sobre o terreno. Existe no local um memorial com um arco de triunfo superior no centro da ponte com altura de 10 m, denominado de Trajano. Aos pés da ponte existe um pequeno templo romano dedicado ao construtor, chamado de Lácer e cristianizado na Idade Média com o nome de São Julião. Então foi colocada uma espada e uma cruz apoiada sobre quatro caveiras de granito. Nele está enterrado o engenheiro dessa obra: Caio Júlio Lacer.

## História
Uma inscrição no centro da ponte indica que foi construído em honra ao imperador romano Trajano, nascido na Hispânia. A inscrição diz o seguinte:
Na sua entrada meridional existe outra inscrição, que indica que o seu engenheiro foi Caio Júlio Lácer. A ponte de Alcântara foi construída graças aos impostos de sete vilas lusitanas e pretendia unir a calçada de Norba (Cáceres) a Conímbriga (Condeixa-a-Velha) como estação da Via da Prata.
O nome provém da época da invasão muçulmana na Idade Média, já que "al-Qantarat" ( القنطرة) significa "A ponte" em árabe.
Por causa de estar situado em região fronteiriça, por diversas vezes foi atacada e logo reconstruída. A primeira vez foi em 1213, parcialmente destruída pelos muçulmanos. Em 1475, nas lutas de Castela e Portugal, quando pensaram destruí-la para evitar que Afonso V a cruzasse, foi salva pela galhardia do rei português, que mandou dizer ao seu inimigo, o duque de Villahermosa, que ele desse a volta, pois "não queria o reino de Castela com aquele edifício a menos".

Mais tarde, foi reformado por Carlos I em 1543, desfigurando o perfil do arco central e coroando-o de ameias e refazendo o primeiro arco do poente que foi destruído em 1213 quando sitiou a vila Afonso IX para tomá-la aos árabes. Como memória desta fase, foi registado na ponte: 

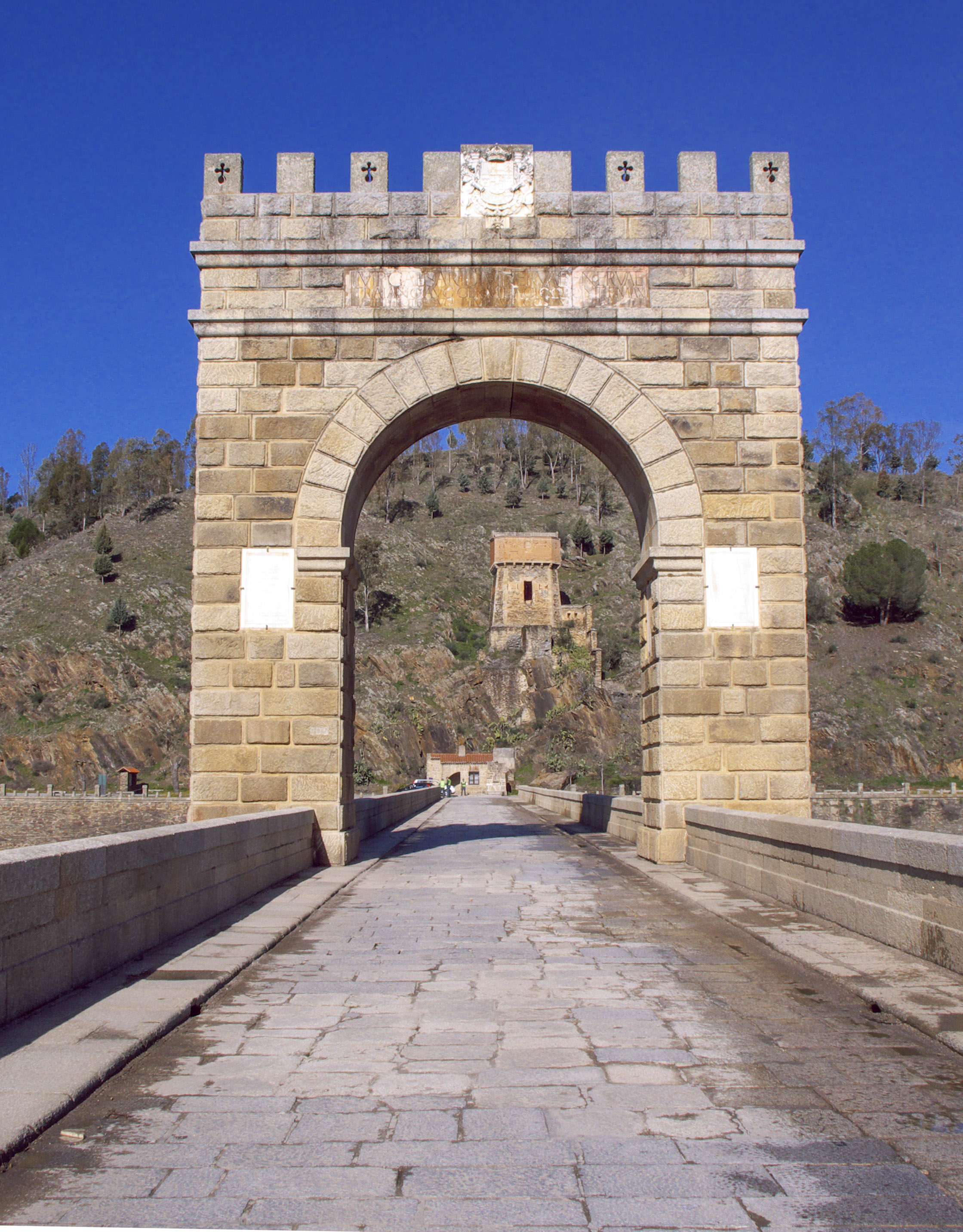
Arco de Trajano

Em 1707, durante a Guerra da Sucessão Espanhola foi destruído o arco de entrada do poente e o restauro foi mandado fazer por Carlos III em 1778. O segundo arco poente foi destruído em 1809 durante a Guerra da Independência Espanhola contra as tropas napoleónicas e até 1818 ficou assim, quando se reedificou esse arco com madeira para a passagem de carruagens. Mas foi incendiado em 1836 pelas tropas do estado para impedir a chegada das tropas carlistas, que, mandadas por Miguel Gómez Damas, invadiram a província.

Foi novamente reconstruído, em 1860, por Isabel II. Neste último restauro do século XIX foram tapadas as juntas das pedras e se fez uma inscrição que diz: 
Em setembro de 1969, para construir a represa de Alcântara que se situa a 600 metros água acima da ponte e com capacidade de 3 300 milhões de m³ de água, foram fechados os túneis que desviavam a água do Tejo durante a construção e o leito do rio vários quilómetros. O leito do rio ficou seco e a ponte romana ficou pela primeira vez na sua história sem corrente de água.